# Oplophorus spinosus
Oplophorus spinosus är en kräftdjursart som först beskrevs av Gaspard Auguste Brullé 1839.  Oplophorus spinosus ingår i släktet Oplophorus och familjen Oplophoridae. Inga underarter finns listade i Catalogue of Life.